# Orbitoclasto

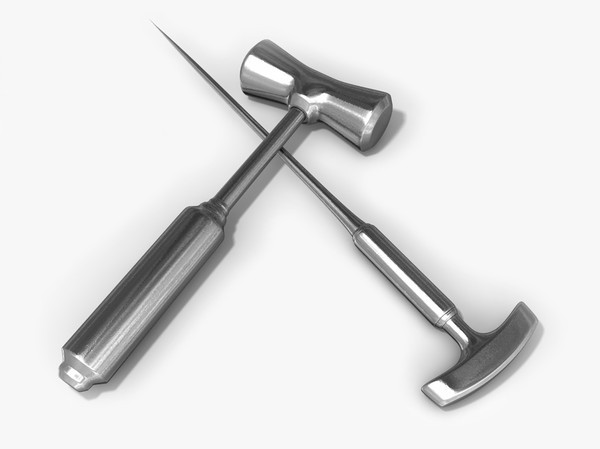
Exemplo de um conjunto de orbitoclasto

Um orbitoclasto é um instrumento cirúrgico utilizado para realizar lobotomias transorbitais. O aparato é, essencialmente, uma agulha de aço base larga e marcações de profundidade que serviam de guia para o cirurgião.
Devido ao fato de picadores de gelo terem sido utilizados nos experimentos iniciais, e devido à semelhança com o instrumento, o procedimento foi apelidado internacionalmente de "lobotomia com picador de gelo", nomenclatura que eventualmente seria adotada por Dr. Walter Freeman.

## História e descrição
Inventado por Dr. Walter Freeman em 1948 como uma versão simplificada e acessível do leucótomo (aparelho utlizado anteriormente para  lobotomias) . A operação consiste em inserir a agulha pela parte superior da órbita ocular do paciente até a fina camada óssea e rompe-la com o impacto do martelo na base da agulha, o objetivo desta parte da operação era alcançar o lobo frontal do paciente. A agulha seria então movida medialmente e lateralmente com o objetivo de separar o lobo frontal do tálamo. Em suas praticas, Freeman adicionou ao tratamento o procedimento do "corte frontal profundo", que consistia em alguns movimentos adicionais mais profundos da agulha no lóbulo. Freeman seguiu sua carreira recomendando o orbitoclasto como um substituto mais durável e confiável e menos invasivo do leucótomo.